# Carl Hjalmar Westerlund
Carl Hjalmar Westerlund, född 21 juli 1873 i Madesjö församling i Kalmar län, död 21 mars 1932 i Sundbybergs församling i Stockholms län, var en svensk friidrottare (kulstötning). Han var en av fyra som grundade Sundbybergs IK, och tävlade under hela sin idrottskarriär för klubben. Han vann SM-guld i kulstötning (sammanlagt) år 1899 och 1900.
Westerlund var gift med Karolina Westerlund (1873–1974) från 1904 till sin död.